# Henfield Rock
Der Henfield Rock ist ein Klippenfelsen im Archipel der Südlichen Shetlandinseln. Er liegt 3 km nordwestlich des Newell Point von Robert Island.
Das UK Antarctic Place-Names Committee benannte den Felsen 1961 nach Joseph Hardy Henfield (1786–unbekannt), Kapitän des US-amerikanischen Robbenfängers Catharina, der zwischen 1820 und 1821 in den Gewässern um die Südlichen Shetlandinseln operierte.